# イケメンライブ◆恋の歌をキミに
『イケメンライブ◆恋の歌をキミに』（イケメンライブ こいのうたをきみに）は、サイバードより2018年8月16日にリリースされたスマートフォン用女性向け恋愛ゲーム。サイバードの提供する「イケメンシリーズ」のゲーム作品のひとつとして展開している。
2022年4月13日にてサービス終了となった。

## 物語
シェアハウスで暮らす主人公が、仲間たちとの交流を通して成長していく。歌が規制された近未来で「歌への想い」をステージで世界に発信する。

## 登場人物

### HOUNDS（ハウンズ）
朱真 遥音（すま はると）
声 - KENN
身長 175cm。誕生日  8月5日。職業 歌手。楽器 Gibson USA Les Paul Standard Vintage Sunburst。
丈の短い白ジャンパーの襟を立て、コバルトグリーンのパンツに黒いロングブーツ。ちょっとしたステージの小道具も作れる。
銀波 律（ぎんなみ りつ）
声 - 蒼井翔太
身長 166cm。誕生日 6月26日。職業 ピアニスト。楽器 Roland JUPITER-50 （手持ちはKORG RK-100）。
紫の半袖シャツに白のベスト、バンダナをゆるく首にかけている。
東雲 詠介（しののめ えいすけ)
声 - 谷山紀章
身長 178cm。誕生日 5月21日。職業 弁護士。楽器 Pearlのドラム多点キットをカスタマイズ。
職業柄、スーツ姿が似合うが、プライベートでは軍用ジャケットなども着る。
蘇芳 楽（すおう がく)
声 - 梶裕貴
身長 170cm。誕生日 3月3日。職業 プログラマー。楽器 arwick / Custom Shop Thumb Bass NT 6st。
眼鏡をかけ、トップスはパステルカラーの桃色が多い。

### Silver Vine（シルバーヴァイン）
眞白 奏（ましろ かなで）
声 - 深町寿成
身長 177cm。誕生日 12月15日。職業 ギタリスト。楽器 P.R.S. Wood Library Custom24-08。
名前とは反対に、ギター演奏の時はシャツ・ベスト・パンツとすべて黒の衣装。
千草 響一郎（ちぐさ きょういちろう)
声 - 谷山紀章
身長 179cm。誕生日 11月19日。職業 眼科医。楽器 Pearlのシンプルなドラムキットをカスタマイズ。
診察時は白衣を着て筆記具を胸ポケットに差している。
天宮 アンリ（あまみや アンリ)
声 - 大河元気
身長 175cm。誕生日 1月10日。職業 商社マン。楽器 Fender American Professional Precision Bass。
ライトブラウンの髪をヘアバンドで結び、耳飾りをつけている。

### 桜城の住人
藍墨 晃揮（あいずみ こうき)
声 - 近藤隆
身長 178cm。誕生日 3月24日。職業 資産家・投資家。 楽器 Fender Jazz Bass Original Candy AppleRed
三つ揃いのスーツ姿が多いが、ソファーやベッドで寛ぐ際にはUネックのセーターも着る。宗詩をくすぐってあげるのは好きだが、反対にくすぐられるとすぐ降参してしまう。
木蘭 宗詩（もくらん しゅうじ)
声 - 市川太一
身長 175cm。誕生日 4月29日。職業 デザイナー。楽器 響一郎のドラムセットを借りる。
女装してデザインの仕事や女性とのデートを楽しんでいる。ノースリーブで白い毛皮の襟巻に、ベルトポーチやショルダーポシェットを持ち明るい色のパンプスを履く。男の格好の時も長い髪は纏めて束ね腰まで垂らしており、白い衣装やロングブーツなので長身の女性が男装した王子様のように見える。

### 竜胆関係者
藤代 旋（ふじしろ めぐる)
声 - 黒田崇矢
身長 178.5cm。誕生日 9月13日。職業 音楽統制局・長官。楽器 Fender USA / American Deluxe Stratocaster。
ギター担当。
黒いマントを羽織り、白い手袋を常用。アロマテラピーを嗜む。
銀波 弓弦（ぎんなみ ゆずる)
声 - 植田圭輔
身長 172cm。誕生日 2月19日。職業 音楽統制局・監視課長。楽器 YAMAHA Artida YVN500S。
ヴァイオリン担当。ソフトクリームなどスウィーツを好む。
銀髪で紫のシャツ。
椿 麻琴（つばき まこと)
声 - 小野友樹
身長 177cm。誕生日 10月12日。職業 記者。楽器 Roland / Fantom-G6。
キーボード担当。自分が撮った写真やポスターを壁に飾る。
キャノチエを室内でもかぶり、髪の毛も眼鏡もシャツもみんな茶色。

### 主人公
あなた
プレイヤーの分身。シェアハウス「桜城（さくらぎ）」で暮らし始める。

## CD
| 発売日         | タイトル                                                          | 収録内容 | 出演                                 | 品番                     |
| -------------- | ----------------------------------------------------------------- | --- | ------------------------------------ | ------------------------ |
| 2018年09月05日 | Own The Night～「イケメンライブ 恋の歌をキミに」イケラブ1st ALBUM | 1.最愛PHRASE 歌：全キャスト 2.HORIZON 歌：HOUNDS 3.Even if 歌：SilverVine 4.Liberty Sky~自由デアルタメニ~ 歌：朱真遥音 5.雨が終わる場所 歌：銀波律 6.The Labor 歌：眞白奏 7.Go fly away 歌：天宮アンリ | 朱真遥音、銀波律、眞白奏、天宮アンリ | AVCD-93990/B、AVCD-93991 |